# I Just Can't Stop Loving You
"I Just Can't Stop Loving You" là một bản ballad nổi tiếng của ca sĩ nhạc pop Michael Jackson song ca với Siedah Garrett. Đây là đĩa đơn đầu tiên trích từ album phòng thu thứ bảy của Jackson, Bad (1987). Michael cũng đã tạo ra "Todo Mi Amor Eres Tú", một phiên bản tiếng Tây Ban Nha của bài hát. Ngoài ra còn có một phiên bản tiếng Pháp của bài hát được gọi là "Je Ne Veux Pas La Fin De Nous", xuất hiện trong album tái bản Bad 25 (2012). Bài hát được sáng tác và soạn thảo bởi Jackson. Ban đầu nó được dự định là một bản song ca giữa Jackson và một nghệ sĩ nữ trong số các sự lựa chọn là Barbra Streisand hoặc Whitney Houston. Ngay cả Aretha Franklin và Agnetha Fältskog (cựu thành viên của ABBA) cũng dự định được chọn, nhưng tất cả bốn đều đã từ chối vì không sắp xếp được thời gian.
Tuy nhiên, nhạc sĩ và nhà sản xuất Quincy Jones đã giới thiệu Garrett, người đã viết ca khúc hit "Man in the Mirror" của Jackson, tình nguyện hát với Jackson, như vậy cho Garrett hit đầu tiên của cô kể từ hit 1984 của Dennis Edwards, "Don't Look Any Further". Garrett được trích dẫn trong sách The Billboard Book of Number One Hits (Cuốn sách về các hit No.1 Billboard) của Fred Bronson rằng cô không hề biết cô sẽ hát bài hát - mặc dù cô đã nhận được một cuốn băng của bài hát cho đến ngày của buổi thu âm, khi Jones nói với cô ấy để bước lên micro và hát với Jackson.
Bài hát đã trở thành bài hát đầu tiên trong tổng số 5 đĩa đơn quán quân liên tiếp của Bad trên Billboard Hot 100. Nó cũng đạt vị trí số một trên bảng xếp hạng Billboard R&B và bảng xếp hạng Hot Adult Contemporary Tracks. Đó là bài hát thứ hai của Jackson quán quân bảng xếp hạng AC (lần đầu tiên, thật tình cờ, cũng đã là một bản song ca: hit năm 1982 "The Girl Is Mine" với Paul McCartney). Ngoài ra, bài hát còn đứng đầu tại 8 quốc gia, cũng như nằm trong top 10 tại nhiều quốc gia. Nó được phát hành mà không kèm theo một video âm nhạc. Bài hát đã được tái phát hành như một đĩa đơn vào năm 2012, như là một phần của chiến dịch quảng bá tái bản Bad 25 kỷ niệm 25 năm phát hành album Bad. Đĩa đơn tái bản còn bao gồm "Don't Be Messin' 'Round," một bản demo đã được thu âm cho album vào năm 1986. Đĩa đơn này đã đứng đầu bảng xếp hạng Billboard''s Hot Singles Sales Chart, bãng xếp hạng các đĩa đơn bản cứng bán chạy nhất trong tuần với 5.000 bản được bán ra. Đây là lần đầu tiên kể từ năm 2003, Michael đứng đầu một bảng xếp hạng Billboard.
Ban đầu, bài hát có một đoạn giới thiệu với giọng nói của Jackson được hỗ trợ với một phiên bản dài hơn của bài hát. Intro này đã được xoá đi trên phiên bản sau của album Bad. Michael Jackson đã biểu diễn bài hát trong các tour diễn thế giới của mình. Ở Bad World Tour, anh đã song ca với Sheryl Crow, trong khi Siedah Garrett hát chung với Michael Jackson tại tour diễn Dangerous World Tour. Trong tour diễn This Is It dự tính của Michael Jackson, nó cũng có trong danh sách ca khúc trong tour diễn này.

## Danh sách bài hát
| - CD quảng cáo: 1. "I Just Can't Stop Loving You" (bản 7") – 4:12 - Đĩa 7" tại Mỹ 1. "I Just Can't Stop Loving You" (với phần giới thiệu) – 4:17 2. "Baby Be Mine" – 4:20 - Đĩa 12" đặc biệt tại Mỹ 1. "Todo Mi Amor Eres Tu" – 4:06 2. "I Just Can't Stop Loving You" (bản 7") – 4:12 | - Đĩa CD 3" tại Mỹ 1. "I Just Can't Stop Loving You" (bản 7") – 4:12 2. "Baby Be Mine" – 4:20 - Đĩa CD phiên bản Wal-Mart 1. "I Just Can't Stop Loving You" (bản album gốc) - 4:25 2. "Don't Be Messin' 'Round" (demo) - 4:19 |

## Những phiên bản chính thức
1. Phiên bản album / phiên bản mix ban đầu* – 4:25
2. Phiên bản 7" – 4:11 *Phiên bản này sau đó thay thế bản gốc trong những đợt phát hành sau của Bad.
3. "Todo mi amor eres tú" phiên bản tiếng Tây Ban Nha – 4:06 (nghĩa là "You Are All My Love")
4. "Je ne veux pas la fin de nous" phiên bản tiếng Pháp – 4:06 (nghĩa là "I Don't Want the End of Us")
5. Phiên bản trực tiếp từ Live at Wembley ngày 16 tháng 7 năm 1988, xuất hiện trong bản cao cấp của Bad 25 – 4:25
6. "You Are Not Alone"/"I Just Can't Stop Loving You," remix nằm trong Immortal – 6:08

## Xếp hạng
| Bảng xếp hạng (1987)                            | Vị trí cao nhất |
| ----------------------------------------------- | --------------- |
| Australian (Kent Music Report)                  | 10              |
| Austrian Singles Chart                          | 5               |
| Belgian Singles Chart                           | 1               |
| Canadian RPM Adult Contemporary                 | 1               |
| Canadian RPM Top Singles                        | 2               |
| Canadian Physical Singles Sales Chart           | 1               |
| Pháp (SNEP)                                     | 12              |
| Trường songid là BẮT BUỘC CHO BẢNG XẾP HẠNG ĐỨC | 2               |
| Irish Singles Chart                             | 1               |
| Italy (FIMI)                                    | 1               |
| Hungarian Singles Chart                         | 6               |
| Japan Singles Chart (International Singles)     | 1               |
| Japan Hot 100                                   | 94              |
| Japan Oricon Singles Chart                      | 39              |
| Hà Lan (Dutch Top 40)                           | 1               |
| New Zealand (Recorded Music NZ)                 | 3               |
| Norway Singles Chart                            | 1               |
| Nam Phin Chart                                  | 1               |
| Spanish Singles Chart                           | 5               |
| Spanish Physical Singles Chart                  | 1               |
| Swedish Singles Chart                           | 4               |
| Thụy Sĩ (Schweizer Hitparade)                   | 2               |
| UK (Official Charts Company)                    | 1               |
| U.S. Billboard Hot 100                          | 1               |
| U.S. Billboard Hot Adult Contemporary           | 1               |
| U.S. Billboard Hot R&B/Hip-Hop Singles          | 1               |
| U.S. Billboard Hot Latin Tracks*                | 11              |
| US Billboard Hot Singles Sales Chart (2012)     | 1               |
| Zimbabwean Singles Chart                        | 1               |

| Bảng xếp hạng (2009)          | Vị trí cao nhất |
| ----------------------------- | --------------- |
| Áo (Ö3 Austria Top 40)        | 59              |
| Hà Lan (Single Top 100)       | 75              |
| Thụy Sĩ (Schweizer Hitparade) | 40              |
| UK (Official Charts Company)  | 78              |
| Bảng xếp hạng (2012)          | Vị trí cao nhất |
| Pháp (SNEP)                   | 64              |

| Bảng xếp hạng (1987)         | Vị trí |
| ---------------------------- | ------ |
| UK (Official Charts Company) | 24     |
| U.S. Billboard Hot 100       | 45     |

| Quốc gia                                                                           | Chứng nhận | Số đơn vị/doanh số chứng nhận |
| ---------------------------------------------------------------------------------- | ---------- | ----------------------------- |
| Hoa Kỳ (RIAA)                                                                      | Vàng       | 1.000.000^                    |
| * Chứng nhận dựa theo doanh số tiêu thụ. ^ Chứng nhận dựa theo doanh số nhập hàng. |            |                               |